# Euptychia numilia
Euptychia numilia är en fjärilsart som beskrevs av Felder 1867. Euptychia numilia ingår i släktet Euptychia och familjen praktfjärilar. Inga underarter finns listade i Catalogue of Life.